# Facundo Boné
Facundo Nicolás Boné Vale (Colonia del Sacramento, 16 novembre 1995) è un calciatore uruguaiano, centrocampista del Deportivo Pasto.

## Carriera

### Club
Cresciuto nelle giovanili del Fénix, ha esordito il 22 aprile 2014 in un match perso 1-0 contro il Peñarol.

### Nazionale
Nel 2015 con la nazionale Under-20 uruguaiana ha preso parte al campionato sudamericano, disputando 3 partite.

## Statistiche

### Presenze e reti nei club
Statistiche aggiornate al 6 gennaio 2017.
| Stagione                | Squadra                 | Campionato              | Campionato | Campionato | Coppe nazionali | Coppe nazionali | Coppe nazionali | Coppe continentali | Coppe continentali | Coppe continentali | Altre coppe | Altre coppe | Altre coppe | Totale | Totale | Totale |
| Stagione                | Squadra                 | Comp                    | Pres       | Reti       | Comp            | Pres            | Reti            | Comp               | Pres               | Reti               | Comp        | Pres        | Reti        | Pres   | Reti   |        |
| ----------------------- | ----------------------- | ----------------------- | ---------- | ---------- | --------------- | --------------- | --------------- | ------------------ | ------------------ | ------------------ | ----------- | ----------- | ----------- | ------ | ------ | ------ |
| 2013-2014               | Fénix                   | PD                      | 5          | 0          |                 | -               | -               |                    | -                  | -                  |             | -           | -           | 5      | 0      |        |
| 2014-2015               | Fénix                   | PD                      | 23         | 2          |                 | -               | -               |                    | -                  | -                  |             | -           | -           | 23     | 2      |        |
| 2015-2016               | Fénix                   | PD                      | 6          | 0          |                 | -               | -               |                    | -                  | -                  |             | -           | -           | 6      | 0      |        |
| Totale Fénix Montevideo | Totale Fénix Montevideo | Totale Fénix Montevideo | 34         | 2          |                 | -               | -               |                    | -                  | -                  |             | -           | -           | 34     | 2      |        |
| 2016                    | Nacional                | PD                      | 0          | 0          |                 | -               | -               |                    | -                  | -                  |             | -           | -           | 0      | 0      |        |
| 2017                    | River Plate (M)         | PD                      | 14         | 3          |                 | -               | -               |                    | -                  | -                  |             | -           | -           | 14     | 3      |        |
| Totale carriera         | Totale carriera         | Totale carriera         | 48         | 5          |                 | -               | -               |                    | -                  | -                  |             | -           | -           | 48     | 5      |        |